# Lousada
Lousada és un municipi portuguès, situat al districte de Porto, a la regió del Nord i a la Subregió del Tâmega. L'any 2006 tenia 47.130 habitants. Es divideix en 25 freguesies. Limita al nord amb Vizela, al nord-est amb Felgueiras, a l'est amb Amarante, i al sud ambPenafiel, al sud-est amb Paredes i a l'oest amb Paços de Ferreira i Santo Tirso.
Lousada està agermanada amb Errenteria, Guipúscoa (Euskadi).
| Població del concejo de Lousada (1801 – 2004) | Població del concejo de Lousada (1801 – 2004) | Població del concejo de Lousada (1801 – 2004) | Població del concejo de Lousada (1801 – 2004) | Població del concejo de Lousada (1801 – 2004) | Població del concejo de Lousada (1801 – 2004) | Població del concejo de Lousada (1801 – 2004) | Població del concejo de Lousada (1801 – 2004) | Població del concejo de Lousada (1801 – 2004) |
| --------------------------------------------- | --------------------------------------------- | --------------------------------------------- | --------------------------------------------- | --------------------------------------------- | --------------------------------------------- | --------------------------------------------- | --------------------------------------------- | --------------------------------------------- |
| 1801                                          | 1849                                          | 1900                                          | 1930                                          | 1960                                          | 1981                                          | 1991                                          | 2001                                          | 2004                                          |
| 4412                                          | 10550                                         | 16539                                         | 19436                                         | 27947                                         | 37904                                         | 42502                                         | 44712                                         | 46322                                         |

## Freguesies
| - Alvarenga - Aveleda - Boim - Caíde de Rei - Casais - Cernadelo - Covas - Cristelos - Figueiras - Lodares - Lustosa - Macieira - Meinedo | - Nespereira - Nevogilde - Nogueira - Ordem - Pias - Santa Margarida de Lousada - Santo Estêvão de Barrosas - São Miguel de Lousada - Silvares - Sousela - Torno - Vilar do Torno e Alentém |